# Maurice Le Guilloux
Maurice Le Guilloux (Plédran, Costes del Nord, 14 de maig de 1950) va ser un ciclista francès, que fou professional entre 1973 i 1984. Els seus majors èxits foren les victòries finals a l'Étoile de Bessèges i a la París-Limoges.
Un cop retirat es dedicà a la direcció esportiva.

## Palmarès
- 1972
  -  Campió de França en contrarellotge per equips
  - 1r al Tour de Martinica
- 1975
  - 1r al Gran Premi d'Aix-en-Provence
  - Vencedor d'una etapa al Tour del Mediterrani
- 1976
  - 1r a l'Étoile de Bessèges i vencedor d'una etapa
  - 1r a la París-Limoges i vencedor d'una etapa
- 1978
  - Vencedor d'una etapa al Critèrium del Dauphiné Libéré

### Resultats al Tour de França
- 1975. 72è de la classificació general
- 1976. 48è de la classificació general
- 1977. Abandona (14a etapa)
- 1978. 27è de la classificació general
- 1979. 47è de la classificació general
- 1980. 81è de la classificació general
- 1981. 56è de la classificació general
- 1982. 27è de la classificació general
- 1984. 62è de la classificació general

### Resultats al Giro d'Itàlia
- 1980. 55è de la classificació general

### Resultats a la Volta a Espanya
- 1983. 37è de la classificació general